# Séron
Séron – miejscowość i gmina we Francji, w regionie Oksytania, w departamencie Pireneje Wysokie.
Według danych na rok 1990 gminę zamieszkiwało 240 osób, a gęstość zaludnienia wynosiła 26 osób/km² (wśród 3020 gmin regionu Midi-Pireneje Séron plasuje się na 823. miejscu pod względem liczby ludności, natomiast pod względem powierzchni na miejscu 1149.).